# Peperomia expallescens
Peperomia expallescens är en pepparväxtart som beskrevs av C. Dc.. Peperomia expallescens ingår i släktet peperomior, och familjen pepparväxter. Inga underarter finns listade i Catalogue of Life.